# 瓦扎·馬爾格韋拉什維利
瓦扎·馬爾格韋拉什維利（1993年10月3日—），格魯吉亞柔道運動員，他代表格魯吉亞隊參加了日本舉行的2020年夏季奧林匹克運動會，並且在男子66公斤級比賽上獲得銀牌。